# Господин Тумнус
Господин Тумнус (на английски: Mr Tumnus) е един от героите в „Хрониките на Нарния“ – популярна поредица романи на британския писател К.С. Луис. Изиграва значима роля в „Лъвът, Вещицата и дрешникът“. Участва още в „Брий и неговото момче“ и „Последната битка“. Господин Тумнус е фавн и приятел на Луси Певънзи. Той е първият жител на Нарния, представен в поредицата.
Луис казва, че идеята за „Лъвът, Вещицата и дрешникът“, идва от образ, който има в главата си на фавн носещ чадър и колети през снежна гора. По този начин, Тумнус се превръща в първоначалното вдъхновение за цялата серия книги за Нарния.

## Описание
К.С. Луис описва Тумнус с червеникава кожа, къдрава коса, кафяви очи, къса и заострена брада, рога на челото, копита, кози крака с бляскава черна козина, „странно, но приятно лице“, „дълга опашка“ и „само малко по-висок от самата Луси“. Във филмовата адаптация на „Лъвът, Вещицата и дрешникът“ (2005) Тумнус е представен с по-светла кожа и кафяви крака.
За първи път се появява в историята когато Луси пристига в Нарния близо до лампата-пост. Той се представя на Луси и тя му казва коя е, преди той да я покани на вечеря в пещерата си. По време на вечерята те разговарят за Нарния преди Тумнус да започне да свири на флейтата си и Луси да заспи. Когато Луси се събужда, тя вижда, че той плаче. Господин Тумнус признава, че работи за Бялата вещица, която властва над Нарния и заради, която е вечна зима, но без Коледа. Тя е наредила на него, както и на другите същества от Нарния, да и предадат Синовете на Адам или Дъщерите на Ева – човеци – които той види в Нарния. Тумнус скоро осъзнава, че не може да предаде Луси на вещицата и я води обратно към лампата-пост, за да е сигурен, че тя безопасно ще се върне в собствения си свят.
Когато Луси се завръща няколко дена по-късно в Нарния, Тумнус е все още там и никой от тях не може да разбере, как Бялата вещица не знае за това, че той укрива Луси. Въпреки това, когато Луси и нейният брат и сестра идват в Нарния, те откриват, че господин Тумнус е заловен от шефа на тайната полиция на Бялата вещица.
.